# Martin Braniš
Martin Braniš (6. ledna 1952 Praha – 27. září 2013 Praha) byl český přírodovědec, zoolog, ochránce přírody, ekolog, publicista a vysokoškolský pedagog.
Vystudoval Přírodovědeckou fakultu Univerzity Karlovy v Praze. Poté pracoval ve Státním ústavu pro kontrolu léčiv a následně v Ústavu experimentální medicíny ČSAV. Od roku 1991 působil v Ústavu pro životní prostředí Přírodovědecké fakulty Univerzity Karlovy, střídavě v roli ředitele a zástupce ředitele.
Mimo jiné byl autorem středoškolské učebnice Základy ekologie a ochrany životního prostředí, jejíž třetí vydání vyšlo v roce 2004 v nakladatelství Informatorium (ISBN 80-7333-024-5).
V listopadu 2008 získal Cenu ministra životního prostředí.
Ve volném čase se věnoval volejbalu a folkové hudbě.